# Joncy

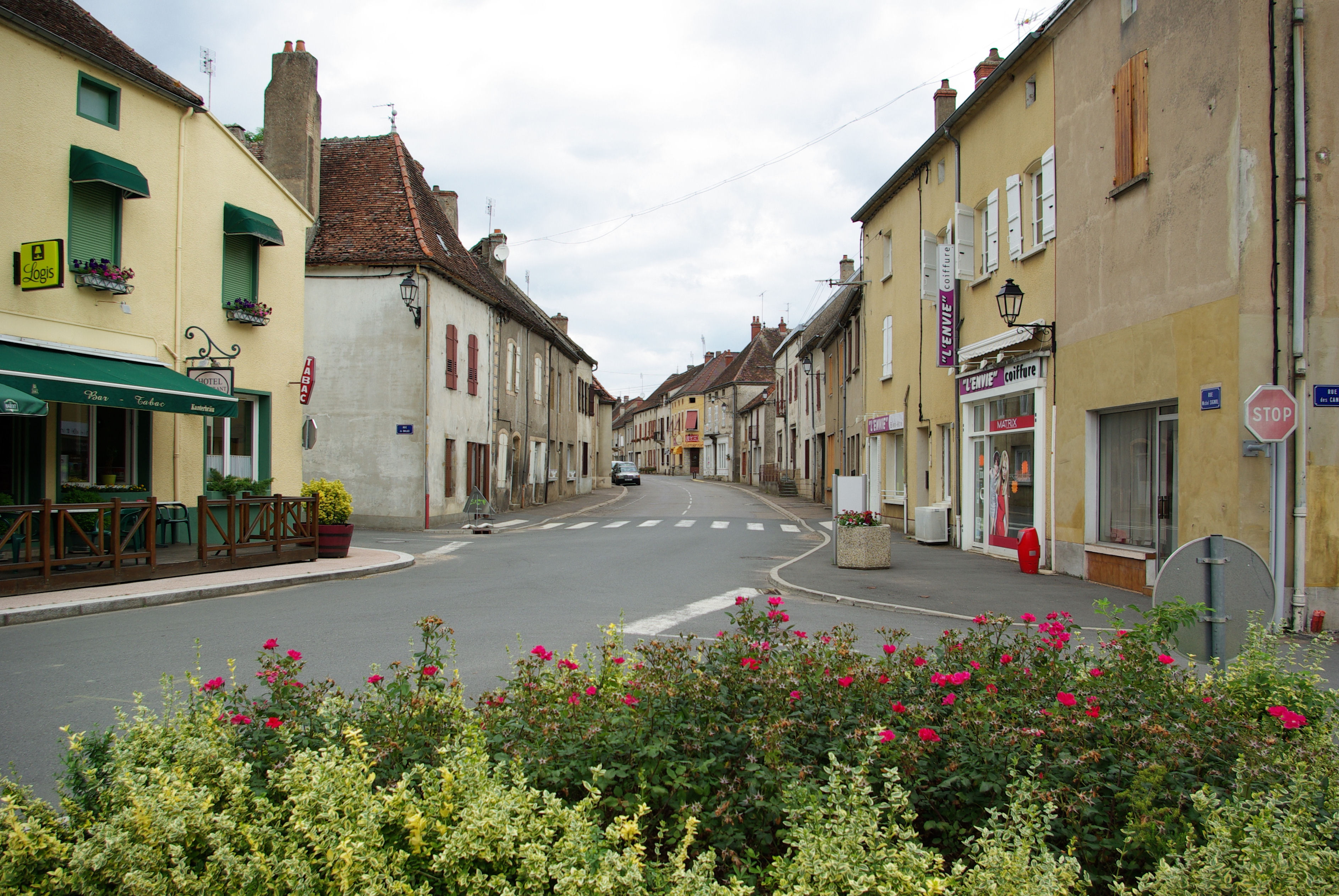

Joncy is een gemeente in het Franse departement Saône-et-Loire (regio Bourgogne-Franche-Comté) en telt 508 inwoners (2005). De plaats maakt deel uit van het arrondissement Charolles.

## Geografie
De oppervlakte van Joncy bedraagt 15,1 km²; de bevolkingsdichtheid is 33,6 inwoners per km².

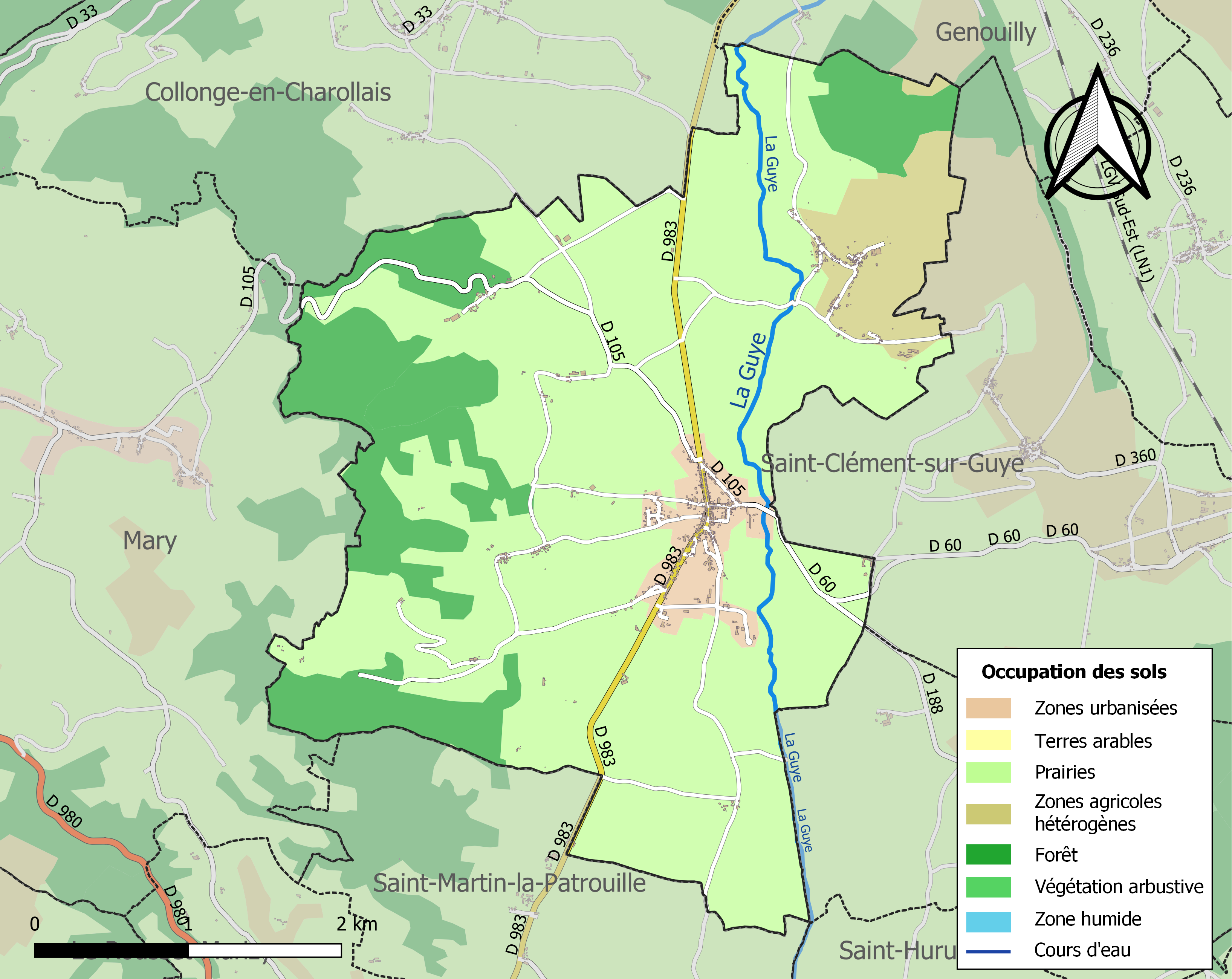
Kaart van de gemeente met de belangrijkste infrastructuur, bodemgebruik en omliggende gemeenten

## Demografie
Onderstaande figuur toont het verloop van het inwonersaantal (bron: INSEE-tellingen).